# AS Marsouins
AS Marsouins is een Réunionse voetbalclub uit Saint-Leu. De club is opgericht in 1955 en werd tot dusver één keer landskampioen.

## Palmares
Kampioen
2000
Beker van Réunion
Winnaar: 1997, 2007
Finalist: 1998
Coupe Régionale de France de football
Winnaar: 2000
Finalist: 1998, 2004